# Cyanostegia cyanocalyx
Cyanostegia cyanocalyx là một loài thực vật có hoa trong họ Hoa môi. Loài này được (F.Muell.) C.A.Gardner mô tả khoa học đầu tiên năm 1931.